# Доњи Будачки
Доњи Будачки је насељено мјесто у општини Крњак, на Кордуну, Карловачка жупанија, Република Хрватска.

## Географија
Доњи Будачки се налази на Кордуну, неколико километара северно од Крњка. Место је лоцирано близу ушћа Радоње у Корану.

## Историја
Србе у овом крају су власти дискриминисале још 1909. године. Тако лист Србобран пише да је тада уобичајена мјера кажњавања учитеља био њихов премјештај. На тај начин су им пропадали плодови рада у башти, оштећивале се ствари у сеоби и прекидале људске везе. Учитељ Милован Дејановић је из Крњака премјештен у Доњи Будачки, Никола Паић из Доњег Будачког у Дуњак, Милош Здјелар из Дуњака у Полој, а учитељ Рибар из Полоја у Крњак.
У току Другог свјетског рата страдало је 93 становника Доњег Будачког.
Доњи Будачки се од распада Југославије до августа 1995. године налазио у Републици Српској Крајини. До територијалне реорганизације насеље се налазило у саставу бивше велике општине Карловац.

## Парохија Доњи Будачки
У Доњем Будачком се налази храм Српске православне цркве посвећен апостолима Петру и Павлу. Први пут се помиње 1701. године. Епископ горњокарловачки Герасим је 2007. храм прогласио манастиром Пресвете Богородице Тројеручице. Слава манастира је Богородица Тројеручица.

## Становништво
Доњи Будачки је према попису из 2011. године имао 136 становника.
| Националност       | 1991. | 1981. | 1971. | 1961. |
| Срби               | 182   | 157   | 189   | 228   |
| Југословени        | 2     | 16    | 0     | 0     |
| Хрвати             | 4     | 0     | 0     | 0     |
| остали и непознато | 3     |       |       |       |
| Укупно             | 191   | 173   | 189   | 228   |

| Демографија | Демографија | Демографија |
| Година      | Становника  | Становника  |
| ----------- | ----------- | ----------- |
| 1961.       | 228         |             |
| 1971.       | 189         |             |
| 1981.       | 173         |             |
| 1991.       | 191         |             |
| 2001.       | 149         |             |
| 2011.       | 136         |             |